# T-1000
Il T-1000, noto anche come Terminator Serie 1000, è un personaggio immaginario della serie di fantascienza Terminator, apparso per la prima volta come antagonista principale nel film Terminator 2 - Il giorno del giudizio, e in seguito nel cortometraggio T2 3-D: Battle Across Time e come antagonista secondario nel film reboot Terminator Genisys. Un personaggio simile, identificato come T-1001, appare nella serie televisiva Terminator: The Sarah Connor Chronicles.
Il T-1000 è un androide assassino mutaforma creato dall'antagonista principale della saga, Skynet. In Terminator 2 viene detto che è composto da una lega mimetica di metallo liquido che gli permette di assumere la forma di altri oggetti (comunemente coltelli e armi da taglio) o di persone, in genere delle sue vittime. Pertanto, è interpretato da più attori del film. Viene inoltre spiegato nel prologo della trasposizione letteraria che il T-1000 è stato creato attraverso la nanotecnologia ed è un 'nanomorfo', in grado di scansionare la struttura molecolare di qualunque cosa tocchi e simularla visivamente.
In Terminator 2 e T2 3-D: Battle Across Time il T-1000 è interpretato principalmente da Robert Patrick, e in Terminator Genisys da Lee Byung-hun. Il T-1000 si presenta come un salto tecnologico sul modello 101 (Arnold Schwarzenegger). Descritto da AllMovie come "uno dei ruoli più memorabili in uno dei film più memorabili del decennio", il T-1000 valse a Patrick la candidatura per l'MTV Movie Award al miglior cattivo e il Saturn Award per il miglior attore non protagonista, e il personaggio è stato inserito in due classifiche dei 100 migliori cattivi di sempre: al 39º posto dalla Online Film Critics Society nel 2002 e al 29º da Wizard nel 2006.

## Creazione

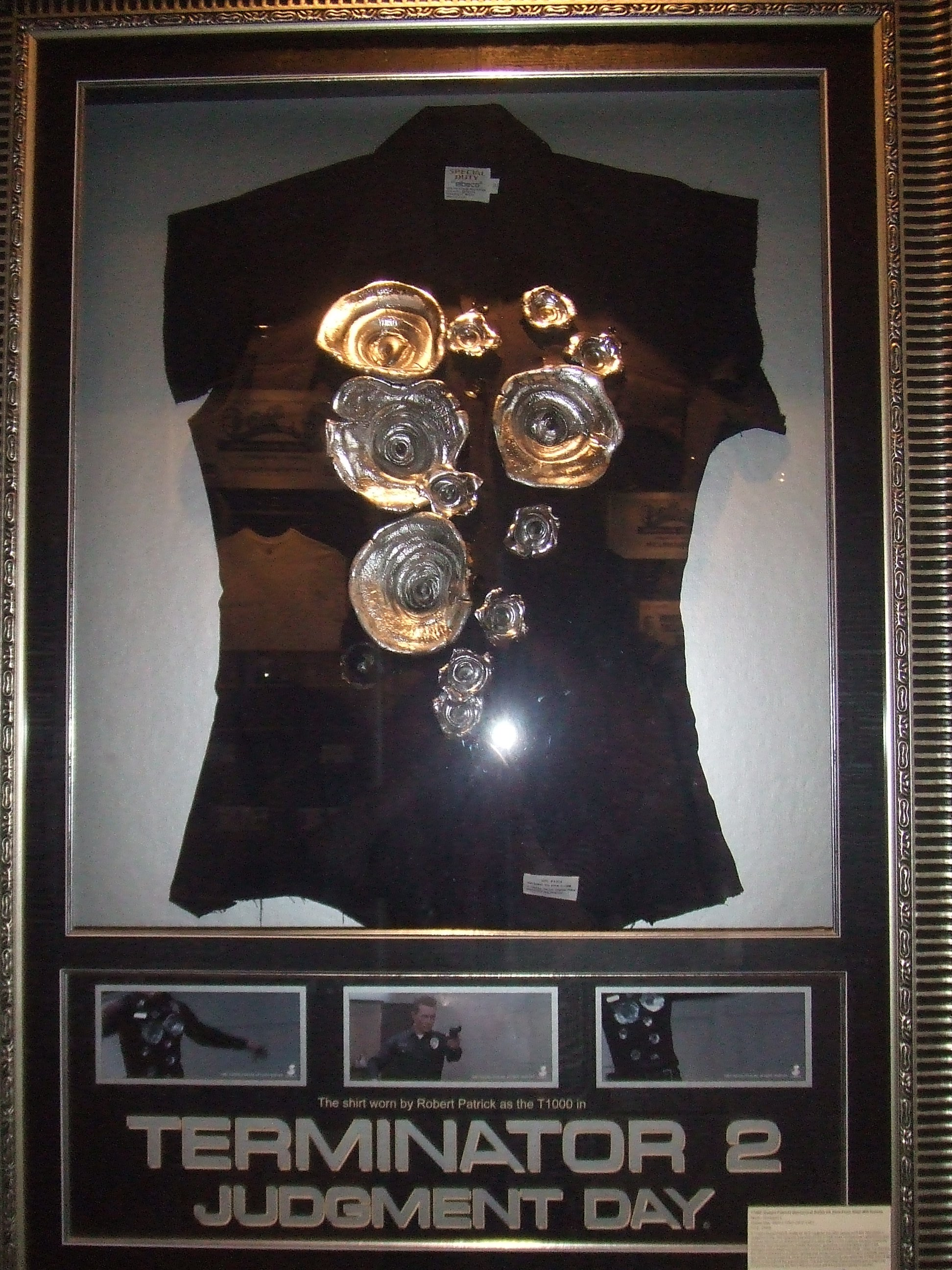
Costume indossato da Patrick per simulare il metallo deformato dai colpi.

I teaser trailer per Terminator 2 tacevano deliberatamente l'idea che il T-1000 fosse il cattivo. Una tagline del film era "Questa volta ce ne sono due". Prima dell'uscita del film, il personaggio di Robert Patrick fu identificato come "Austin", il nome sulla targhetta della sua uniforme da poliziotto.
Il regista e sceneggiatore James Cameron dichiarò che la sua intenzione originale per il sequel era che entrambi i Terminator inviati nel passato fossero T-800 come quello interpretato da Arnold Schwarzenegger, uno dei quali ridotto ad un endoscheletro metallico come quello del film originale. Una volta che Cameron iniziò effettivamente a lavorare alla sceneggiatura, nel 1990, si rese conto che sarebbe stato meglio trasformare il Terminator malvagio in un modello più avanzato.
La scelta originale di Cameron per interpretare il T-1000 fu il musicista rock Billy Idol, come si può notare anche dalla sua somiglianza con l'androide disegnato negli storyboard, ma un grave incidente motociclistico impedì ad Idol di accettare il ruolo. Poi pensò di scritturare Michael Biehn, che aveva interpretato Kyle Reese in Terminator, con la spiegazione che Skynet era riuscita a clonare il corpo di Reese e usarlo per un nuovo Terminator. Cameron infine abbandonò questa idea dopo aver deciso che il pubblico lo avrebbe trovato troppo confusionario.
Schwarzenegger consigliò invece il leader degli W.A.S.P., Blackie Lawless, ma scartato anch'esso, perché troppo alto (nonostante i soli 5 centimetri di differenza tra il cantante e l'attore, 193 cm il primo e 188 il secondo).
Alla fine il casting arrivò su Robert Patrick, come un deliberato contrasto con il Terminator originale: "Volevo trovare qualcuno che sarebbe stato un buon contrasto con Arnold. Se la serie 800 è una sorta di Panzer umano, allora la serie 1000 doveva essere una Porsche". Per una prestazione più "macchinosa", Patrick dovette imparare a sparare senza batter ciglio e a correre senza sforzo, affaticamento o segni di esaurimento.
Lo sviluppo della computer-generated imagery (CGI) della Industrial Light & Magic per manipolare, ricreare e trasformare l'immagine di un attore fu utilizzato nella creazione del personaggio del T-1000 nel film. La computer grafica compone sei dei quindici minuti in cui il T-1000 mostra le sue capacità di mutazione e guarigione. Gli altri nove furono ottenuti riprendendo avanzati pupazzi animatronici ed effetti prostetici creati da Stan Winston e la sua squadra, che erano anche responsabili degli effetti dello scheletro metallico del T-800. Gli effetti visivi utilizzati in Terminator 2 per creare il T-1000 furono premiati con l'Oscar ai migliori effetti speciali.
In Terminator: The Sarah Connor Chronicles gli effetti visivi del T-1001, così come l'animazione digitale degli endoscheletri, degli Hunter-Killer e delle sequenze di guerra future nella seconda stagione, furono realizzati dalla Entity FX, che aveva già lavorato agli effetti digitali dei film di Cameron True Lies e Titanic.
In Terminator Genisys gli effetti del T-1000 sono stati realizzati dall'azienda britannica Double Negative, responsabile anche per il T-3000 e il T-5000. L'animazione è per lo più simile a quella di Terminator 2, solo con simulazioni fluidodinamiche più avanzate. Per rappresentare correttamente il metallo liquido che viene sciolto dall'acido, gli artisti della Double Negative hanno studiato dell'acido che brucia attraverso l'alluminio, ispirandosi per le forme distorte finali al film del 1982 La cosa.

## Apparizioni nei film

### Terminator 2 - Il giorno del giudizio
In Terminator 2 - Il giorno del giudizio, il T-1000 è inviato da Skynet indietro nel tempo per uccidere il giovane John Connor, futuro leader della resistenza umana contro le macchine. Il T-1000 tende un'imboscata ad Austin, un agente del Los Angeles Police Department, e ne assume l'identità, quindi rintraccia John Connor tramite il computer della volante e lo trova in un centro commerciale, dove incontra anche un T-800 simile a quello del primo film. È a questo punto del film che viene rivelato che il T-800 è ora il protettore di John Connor, mentre "Austin" è in realtà un nuovo, avanzato prototipo T-1000 inviato a ucciderlo. Dopo un memorabile inseguimento tra le fognature di Los Angeles, il T-1000 perde di vista i due bersagli.
Alla ricerca di un modo per avvicinare John, il T-1000 utilizza le proprie capacità di metamorfosi per impersonare prima la sua madre adottiva e poi una guardia di sicurezza nell'istituto psichiatrico dove Sarah Connor è reclusa. Riesce finalmente a scontrarsi con Connor e il T-800 al quartier generale della Cyberdyne Systems Corporation, intercettando la radio della polizia, ed inseguendoli con un camion di azoto liquido fino ad un'acciaieria. Il T-1000 viene solo rallentato dalle bassissime temperature, per poi sconfiggere facilmente il T-800.
Il T-1000 impersona Sarah e, smascherato dalla stessa donna, viene infine sconfitto in un bacino di acciaio fuso dal T-800, in realtà creduto morto.

### T2 3-D: Battle Across Time
Robert Patrick riprese il suo ruolo in un cortometraggio per un'attrazione dei parchi tematici degli Universal Studios. In esso, un T-800 porta John Connor nell'anno 2032 per aiutarlo a distruggere Skynet una volta per tutte. I due vengono inseguiti dal T-1000 mentre sono su una motocicletta, ma l'androide viene nuovamente sconfitto quando il T-800 gli spara con un fucile da caccia prima che afferri John.
Nell'attrazione appare anche il T-1000000, un gigantesco androide in lega polimetallico-mimetica simile a un ragno. Nel corto difende il nucleo centrale di Skynet, ma viene distrutto dal T-800 insieme al nucleo stesso.

### Terminator Genisys

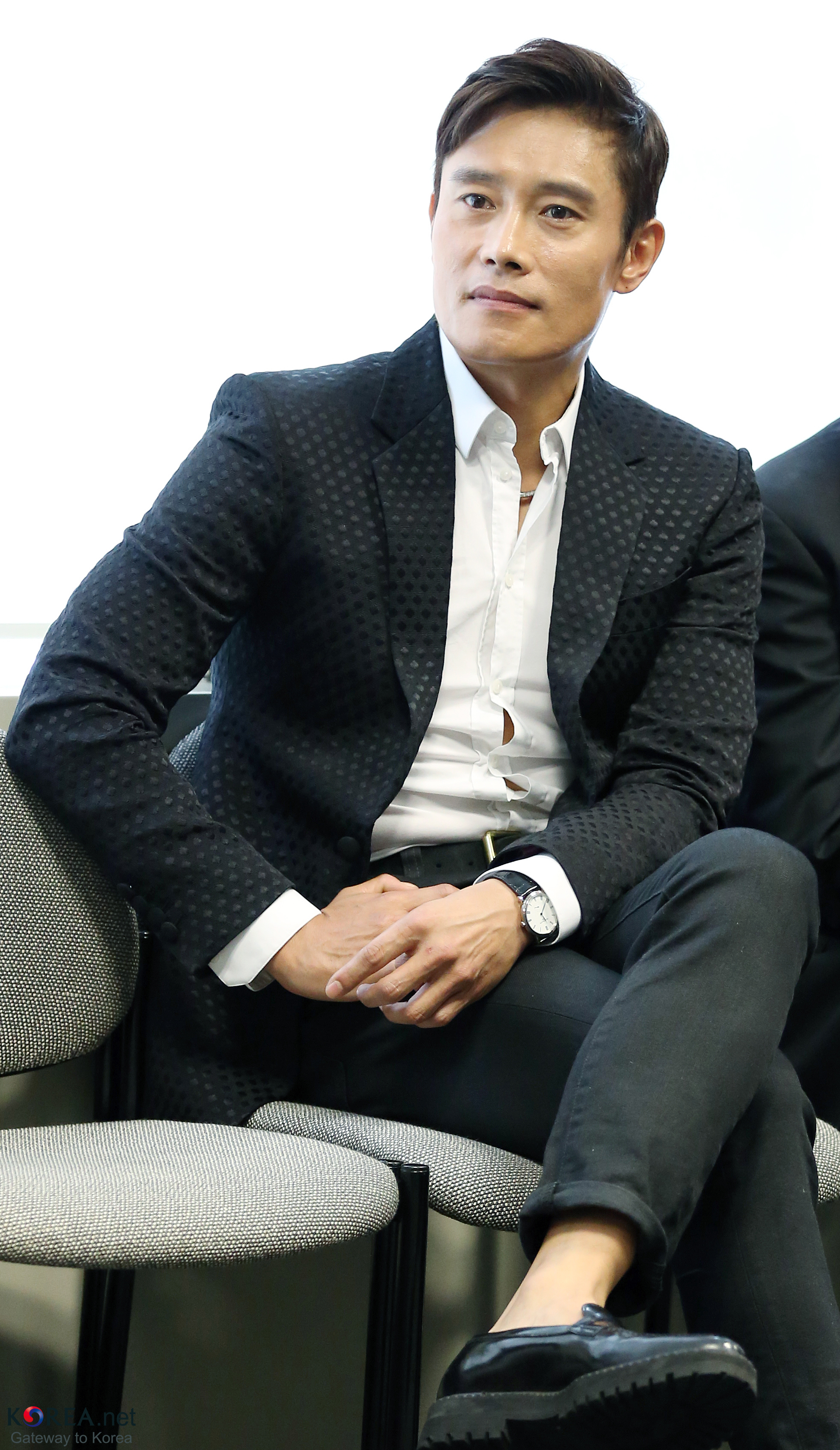
Lee Byung-hun, interprete del T-1000 in Terminator Genisys

L'attore coreano Lee Byung-hun interpreta il personaggio in Terminator Genisys. Nel film viene rivelato che un T-1000 era stato inviato indietro nel tempo per terminare Sarah Connor nel 1973. Era riuscito ad uccidere i suoi genitori, tuttavia una fazione sconosciuta aveva inviato un T-800 riprogrammato, conosciuto come il Guardiano, per salvarla. Undici anni dopo, Kyle Reese arriva nel 1984 e viene accolto da un T-1000 travestito da poliziotto. Kyle, incapace di combattere un T-1000, viene salvato da Sarah Connor e il Guardiano. Tenendo un pezzo di sé sul camion del Guardiano, il T-1000 rintraccia i tre alla base del magazzino del Guardiano e li combatte di nuovo. Esso utilizza pezzi di sé stesso per fissare il Guardiano a un muro e riattivare un T-800 di Skynet per tenere impegnato Kyle Reese mentre lui insegue Sarah. Il T-1000 si traveste da Reese per ingannare Sarah, ma lei scopre l'inganno e attira il T-1000 in una pioggia di acido cloridrico, destabilizzando gravemente la sua struttura molecolare e indebolendolo. Nonostante questo, esso cerca di uccidere Sarah, ma il Guardiano lo afferra e lo tiene sotto la doccia di acido fino a disintegrarlo completamente.
Nella battaglia finale del film, il danneggiato Guardiano viene gettato in una vasca di metallo liquido usato per la creazione dei T-1000, che lo ripristina e gli dà abilità mutaforma simili a quelle di un T-1000.

### Film estranei alla saga
Robert Patrick fa una parodia del suo personaggio nel film del 1992 Fusi di testa. Nella scena in cui Wayne viene fermato per eccesso di velocità, Patrick – nei panni di un poliziotto – tira fuori l'immagine di un ragazzo e chiede a Wayne se l'ha visto. Wayne urla di terrore, quindi fugge via.
Il T-1000 appare brevemente anche nel film 1993 Last Action Hero - L'ultimo grande eroe, dove viene visto uscire dallo stesso edificio in cui entrano Danny e Jack Slater. Danny cerca di raccontare a Jack del T-1000 che ha appena visto, ma Jack lo ignora completamente.

## Personaggi derivati

### T-1001

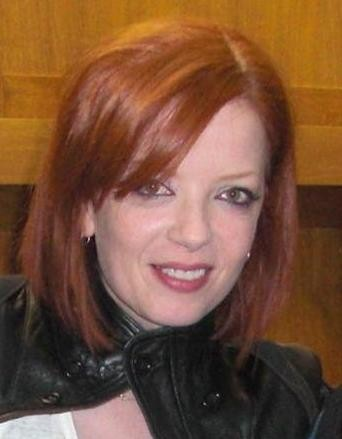
Shirley Manson, interprete del T-1001 in Terminator: The Sarah Connor Chronicles

Il T-1001 è una versione migliorata del T-1000 apparso nella seconda stagione di Terminator: The Sarah Connor Chronicles.
Non si conoscono le effettive migliorie complessive rispetto al modello precedente, tuttavia la sua capacità di relazionarsi con gli esseri umani è tale che nessuno si rende conto della sua natura di macchina; sembra che anche la vulnerabilità agli sbalzi di temperatura (quantomeno, ad alto calore) sia stata ridotta, difatti la vediamo uscire indenne da diverse esplosioni. Altra miglioria è una maggior capacità di manipolazione del proprio corpo: in un t-1000, una parte separata rimane inerte e torna allo stato liquido fino al riavvicinamento col corpo principale; nei t-1001 è possibile separare e tenere indipendenti almeno fino a 2 parti che a loro volta possono essere utilizzate sotto false sembianze (nel caso specifico la Weaver li celava sotto l'aspetto di pesci nel suo acquario); un altro aspetto favorito da questo maggior controllo permette ai T-1001 di produrre più lame e controllarle meglio; infine, all'occorrenza, questi modelli possono rimodellarsi a scudo per proteggere terzi individui (come umani) anche da potenti esplosioni. La T-1001 assume l'identità di Catherine Weaver (che, presumibilmente, è stata da lui terminata) e si occupa della sua figlia Savanna, cercando di comprenderne i sentimenti per migliorare la sua capacità di capire e imitare i comportamenti umani. Catherine Weaver è interpretata da Shirley Manson.

### T-1002
Il T-1002 compare nel fumetto Terminator 3 Eyes of the rise dove affronta in combattimento una T-X venendo però sconfitto e terminato dal cannone al plasma di quest'ultima. Questo terminator dimostra una maggiore agilità rispetto al T-1000, nonché la capacità di generare più lame.

### T-XA
Il T-XA è un ulteriore affinamento della precedente serie T-1000. È interamente composto da lega polimetallico-mimetico, proprio come il T-1000, anche se vanta capacità superiori. L'altezza si aggira 2,4 m ed ha un aspetto maschile. Questo terminator è in grado di suddividere la propria massa in diverse unità comunicanti ai fini di una più sofisticata mimetizzazione. Esso è infatti in grado di riprodurre gruppi di esseri umani come famiglie o i cani (un mimetismo efficace). Ad esempio per cercare i propri obiettivi in vaste aree è in grado di suddividersi in un gran numero di gatti. Il primo T-XA ha portato nascosto all'interno del suo corpo un grande cannone al plasma. Forse la più spaventosa capacità del T-XA è la sua capacità di impiantare elementi di se stesso all'interno di esseri umani, eseguendo modifiche al cervello per assicurarsi la fedeltà ai propri obiettivi.

## In altri media

### Mortal Kombat 1 (2023)
Il T-1000 è un personaggio giocabile del DLC Kombat Pack 2 reso disponibile in accesso anticipato il 18 marzo 2025 per tutti i possessori dell'espansione Kaos Sovrano, mentre per chi non possiede l'espansione sarà disponibile a partire dal 26 marzo 2025.
Nel suo finale canonico, il T-1000 si ritrova nel Regno Esterno a massacrare indistintamente per trovare John Connor. Viene catturato da Sektor, che vuole studiarlo nel laboratorio del Lin Kuei per volgerlo dalla parte del klan, sottovalutandolo di conseguenza. Il T-1000 si risveglia squartando in due Sektor e clonandosi, conquistando così se non fermato quella linea temporale. L'intero finale viene narrato da Liu Kang, che ammette di non riuscire neanche lui a sconfiggere l'esercito di Skynet e di conseguenza di non nutrire speranze per questa linea temporale.